# A1 Grand Prix
Pour les articles homonymes, voir A1.
L’A1 Grand Prix est un championnat automobile créé en 2005. Présenté par ses promoteurs comme une « Coupe du monde du sport automobile » (World Cup of Motorsport), l'A1 Grand Prix a la particularité de faire s'affronter des équipes qui représentent des nations. Le championnat est organisé à cheval sur deux années civiles afin de profiter du vide médiatique laissé par l'intersaison de Formule 1 et de la plupart des sports mécaniques en Europe et aux États-Unis.

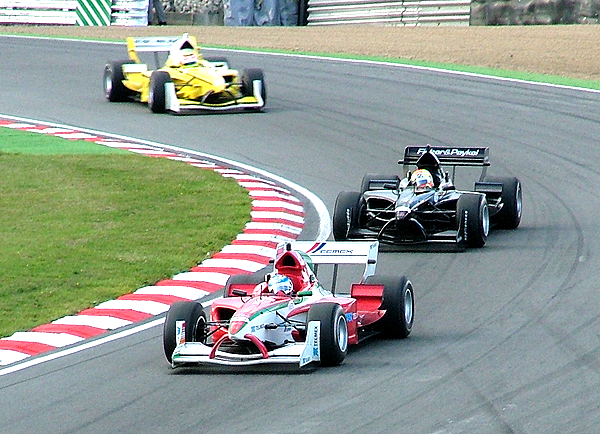
Le Mexique devant la Nouvelle-Zélande à Brands Hatch.

## Présentation
L'A1 Grand Prix a été créé par le Sheikh Maktoum Hasher Maktoum Al Maktoum. Son idée est d'organiser un championnat à cheval sur deux années civiles (de septembre à avril) afin de combler le vide médiatique laissé par l'interruption hivernale des principaux championnats automobiles (et notamment la Formule 1). Ce faisant, l'A1GP peut également espérer attirer des pilotes venus de divers championnats et temporairement disponibles.
Mais la principale originalité de l'A1 Grand Prix est de faire s'affronter des nations et non de classiques écuries. À la manière de certains sports collectifs américains, l'A1GP est organisé sous forme de « franchises » : le promoteur « crée » des équipes, et en revend les droits d'utilisation à des investisseurs désireux de se lancer dans la compétition. Les acquéreurs des franchises sont généralement des industriels plus ou moins proches du milieu du sport automobile, mais quelques personnalités célèbres et extérieures au sport auto tels les footballeurs Ronaldo et Luís Figo se sont également impliqués. Il faut noter la volonté des organisateurs de réserver certaines franchises à des pays ne possédant pas une grande tradition de sport automobile tels la Chine, l'Inde, l'Indonésie, le Liban ou encore le Pakistan. Si une telle politique a pour effet d'affaiblir le plateau, il permet à la discipline de légitimer son statut de « Coupe du monde », près de 80 % de la population mondiale étant ainsi représentée à travers les différents pays engagés, faisant de l'A1GP le championnat automobile le plus international du monde.
L'achat de la franchise n'est que la première étape pour participer au championnat. Il convient ensuite de créer une véritable équipe de course pour assurer la préparation et l'engagement des monoplaces. L'expérience montre que les propriétaires des franchises s'en remettent non pas à des structures originales, mais à des équipes déjà rodées et bien connues du monde du sport automobile, souvent présentes dans d'autres disciplines comme le GP2 Series, la Formule 3 ou les World Series by Renault. Montrant les limites du concept d'affrontement entre nations, ces équipes ne sont pas obligatoirement de la même nationalité que le pays dont elles sont censées défendre les couleurs. Ainsi, en 2005-2006, l'engagement de l'équipe du Brésil (dont la franchise est la propriété de l'ancien pilote Emerson Fittipaldi et du footballeur Ronaldo) était assuré par l'écurie française ASM. Autre exemple, l'écurie française DAMS préparait à la fois les monoplaces de l'équipe française mais également des équipes suisse et mexicaine.

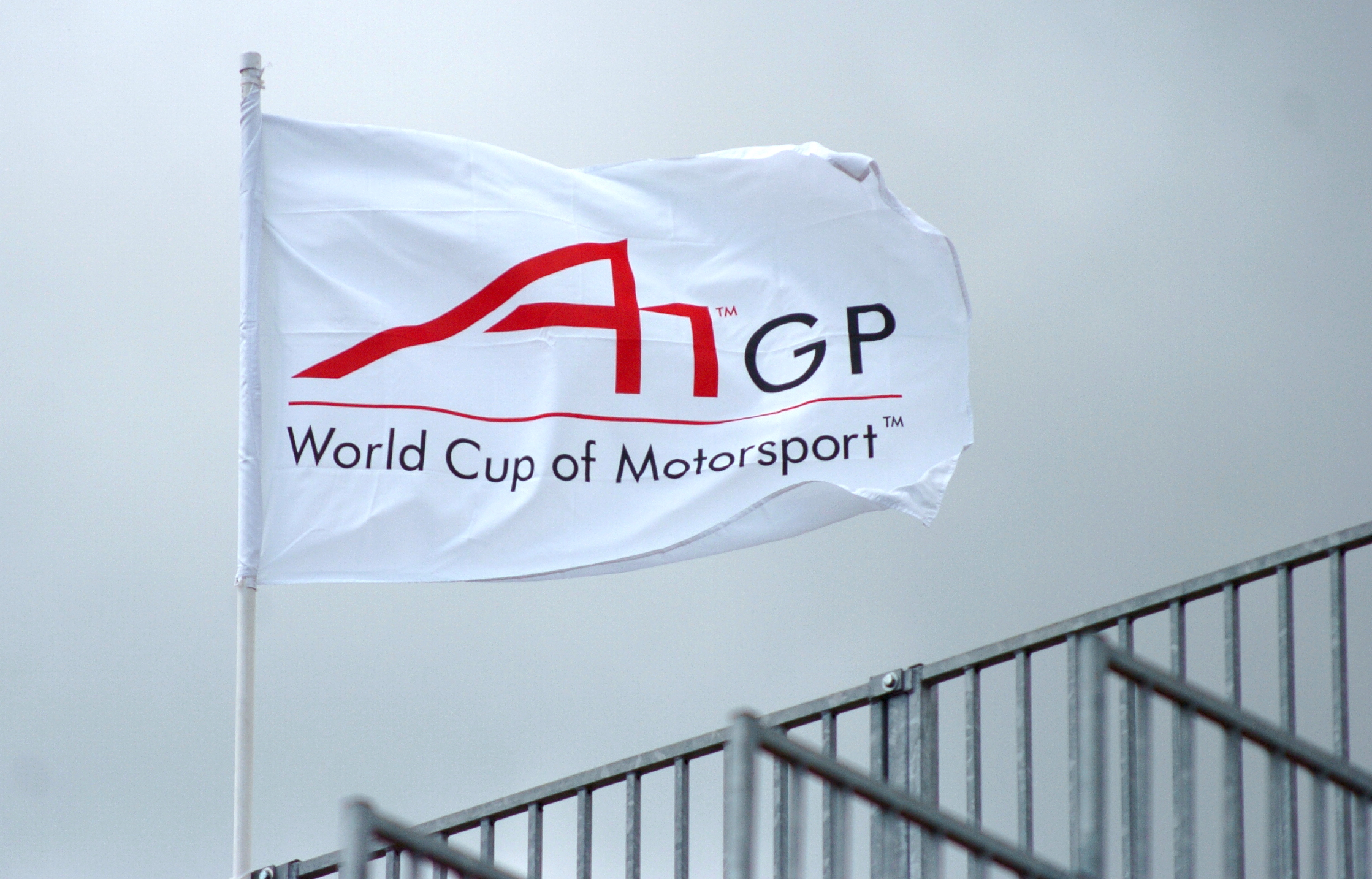
Drapeau de l'A1 Grand Prix, le 02 mai 2008 sur le circuit de Brands Hatch.

La couleur nationale des équipes n'est en réalité assurée que par les pilotes, qui doivent obligatoirement être de la nationalité des équipes qu'ils représentent. Encore faut-il préciser que ce critère peut parfois être apprécié avec souplesse comme l'a montré la présence du pilote américain Graham Rahal (qui a des origines libanaises) au volant de la voiture de l'équipe du Liban. Chaque équipe n'engage qu'une seule voiture à chaque course, mais est libre de changer de pilote en cours de saison, voire en cours de week-end. En raison d'impératifs contractuels, l'A1GP parvient difficilement à attirer les meilleurs pilotes du monde et présente un plateau assez hétérogène (caractère accentué par la présence de concurrents issus de nations ne possédant pas une vraie histoire dans les sports mécaniques et n'ayant que peu de références au plus haut niveau) qui fait souvent la part belle aux jeunes pilotes.

## La monoplace

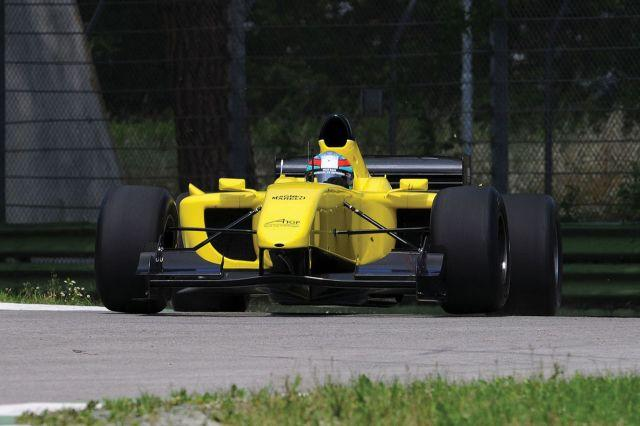
La monoplace d'A1GP conçue par Ferrari.

Toutes les monoplaces sont identiques. Lors des premières saisons, il s'agissait de châssis conçus par Lola et mus par un moteur V8 Zytek de 3,4 litres  développant 520 ch (550 avec le « Powerboost ») d'un poids de 120 kg seulement et d'une boîte de vitesses semi-automatique à six rapports et à commandes au volant. Le tout pour un poids total d'environ 600 kg et une vitesse de pointe proche des 300 km/h. Les pneus étaient fournis par le manufacturier Cooper.
Les monoplaces de l'A1GP ont recours au système du « Powerboost » (vu en Champ Car et en Formule Palmer Audi par exemple), sorte de boost (limité dans le temps) que contrôle le pilote par un bouton qui augmente les performances du moteur pendant quelques secondes. Le recours au boost (ou « Power to Pass ») est limité à 8 utilisations par course.
Pour la dernière saison (2008-2009), les monoplaces d'A1 Grand Prix seront conçues par Ferrari. Le constructeur italien fournit le châssis (dérivé de la Ferrari F2004 championne du monde de Formule 1) ainsi que le moteur, un bloc V8 de 4,5 litres pouvant développer jusqu'à 600 ch en mode « Powerboost ».
Les équipes ne peuvent travailler que sur la pression des pneus, les réglages des appuis aérodynamiques, les réglages de suspension, et les rapports de la boîte de vitesses.

## Les courses

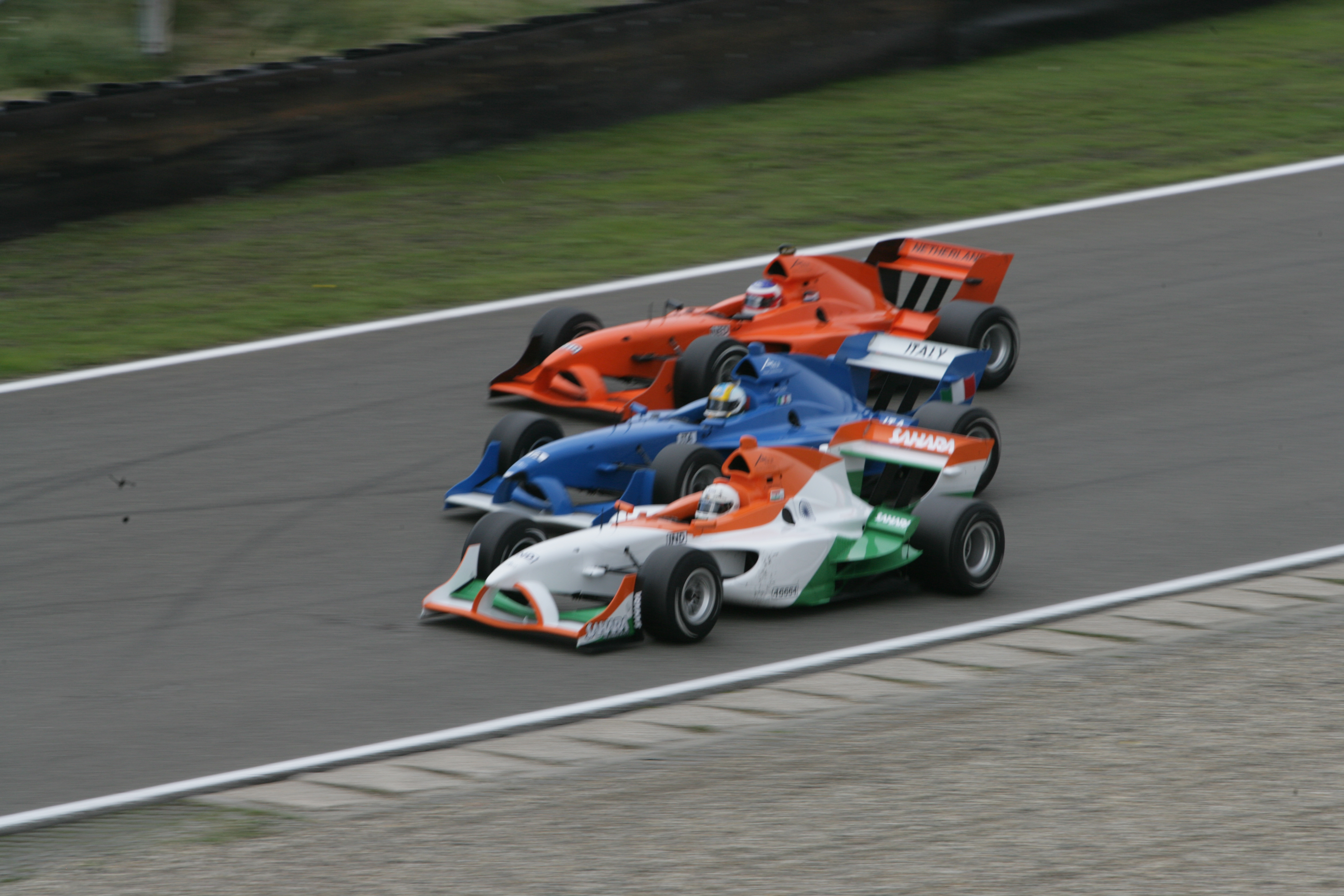
Inde, Italie et Pays-Bas en lutte à Zandvoort en 2006.

Le week-end de course commence le vendredi avec deux séances destinées aux pilotes dont c'est la première année en A1 Grand Prix, les rookies. L'après-midi des sessions d'essais libres sont proposées à tous les pilotes.
Le samedi les séances de qualifications permettent d'établir les grilles de départ des deux courses du dimanche.
Chaque Grand Prix se déroule le dimanche du week-end de course sur deux manches la Sprint race et la Feature race. Depuis la saison 2007-08 le règlement est le suivant :
- La Sprint race se fait sur départ lancé comme en Amérique du Nord. Cette première épreuve dure 29 minutes ou environ 50 kilomètres.
- La seconde manche, Feature race, est le clou du spectacle, avec un départ arrêté comme en Formule 1 pour une durée de 69 minutes ou environ 180 kilomètres. De plus il est obligatoire de s'arrêter au moins deux fois aux stands lors de cette manche, contrairement à la Sprint race où il n'y a pas d'obligation.

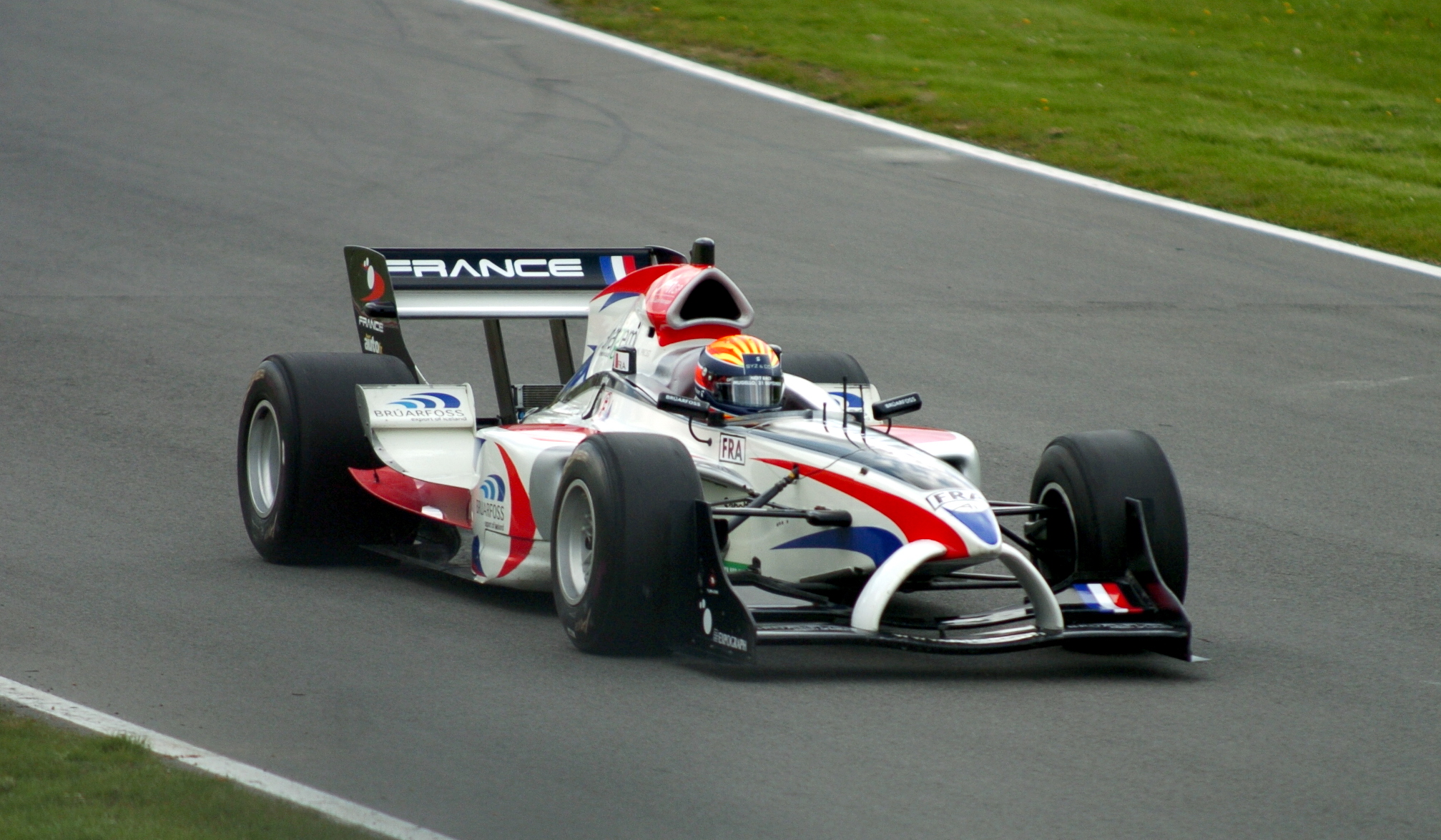
Franck Montagny, pilote de l'A1 Team France, durant les essais du grand-prix de Brands Hatch, dernière course de la saison 2007/2008 de l'A1 Grand Prix.

L'attribution des points est identique pour chacune des deux manches, les dix premiers marquent des points (voir tableau). Un point bonus est attribué à l'équipe qui réalise le meilleur tour en course dans chacune des deux manches. Les points des deux manches sont alors cumulés et ajoutés au total de points dont disposait l'équipe précédemment. L'équipe qui marque le plus de point au terme de la saison est déclaré vainqueur.
Des primes monétaires sont également attribuées aux équipes qui marquent des points. Le vainqueur de la course Sprint gagne 100 000 dollars et celui de la course principale 200 000 $.
| Position finale | Points |
| --------------- | ------ |
| Premier         | 15     |
| Deuxième        | 12     |
| Troisième       | 10     |
| Quatrième       | 8      |
| Cinquième       | 6      |
| Sixième         | 5      |
| Septième        | 4      |
| Huitième        | 3      |
| Neuvième        | 2      |
| Dixième         | 1      |
| Meilleur tour   | 1      |

L'attribution des points et le déroulement des courses a été modifié entre les saisons.

## Nations participantes
Les 29 nations suivantes ont pris au moins un départ en A1 Grand Prix. Celles inscrites en gras ont participé aux quatre saisons.
| Afrique                                 | Afrique                     | Afrique                                    | Afrique                             |
| --------------------------------------- | --------------------------- | ------------------------------------------ | ----------------------------------- |
| - Afrique du Sud                        |                             |                                            |                                     |
| Amériques                               |                             |                                            |                                     |
| - Brésil                                | - Canada                    | - États-Unis                               | - Mexique                           |
| Asie                                    |                             |                                            |                                     |
| - Chine - Corée du Sud - Inde           | - Indonésie - Japon         | - Liban - Malaisie                         | - Pakistan - Singapour              |
| Europe                                  |                             |                                            |                                     |
| - Allemagne - Autriche - France - Grèce | - Irlande - Italie - Monaco | - Pays-Bas - Portugal - République tchèque | - Grande-Bretagne - Russie - Suisse |
| Océanie                                 |                             |                                            |                                     |
| - Australie                             | - Nouvelle-Zélande          |                                            |                                     |

## Palmarès
| Saison    | Châssis        | Moteur         | Pneumatiques   | Nation championne | Pilotes                             | Points         | Nombre de manches |
| --------- | -------------- | -------------- | -------------- | ----------------- | ----------------------------------- | -------------- | ----------------- |
| 2005-2006 | Lola           | Zytek          | Cooper Avon    | France            | Alexandre Prémat, Nicolas Lapierre  | 172            | 11                |
| 2006-2007 | Lola           | Zytek          | Cooper Avon    | Allemagne         | Nico Hülkenberg, Christian Vietoris | 128            | 11                |
| 2007-2008 | Lola           | Zytek          | Cooper Avon    | Suisse            | Neel Jani                           | 168            | 10                |
| 2008-2009 | Ferrari        | Ferrari        | Michelin       | Irlande           | Adam Carroll                        | 112            | 10                |
| 2009-2010 | saison annulée | saison annulée | saison annulée | saison annulée    | saison annulée                      | saison annulée | saison annulée    |

### Saison 2005-2006
25 équipes se sont engagées dans cette première saison d'A1 Grand Prix. La première course de la série se déroule sur le circuit de Brands Hatch au Royaume-Uni le 25 septembre 2005.
Cette première saison est marquée par la domination française qui remporte 13 courses (sprint et principale confondues) sur les 22 de la saison et marque 172 points. L'A1 Team France fait courir Alexandre Prémat et Nicolas Lapierre alternativement au cours de la saison. La Suisse (121pts) et le Royaume-Uni (97pts) complètent le podium du championnat.

### Saison 2006-2007
La saison commence le 1er octobre 2006 sur le Circuit de Zandvoort aux Pays-Bas et se termine à Brands Hatch le 29 avril 2007.
Deux nouvelles nations participent à la compétition : Grèce et Singapour. Une troisième équipe, celle représentant la Turquie s'était engagée mais son plan de financement ne lui permet pas de participer à la saison. Autriche, Japon et Russie ne ressignent pas pour participer à cette nouvelle saison. Le Portugal ne fait son retour que 4 manches avant la fin de la saison sur le circuit de Durban en Afrique du Sud. Ainsi, 24 équipes ont participé à cette seconde saison d'A1 Grand Prix.
Le pilote allemand Nico Hülkenberg remporte 9 courses dans la saison et permet à l'équipe d'Allemagne d'être déclarée vainqueur avec un total de 128 points, 35 points devant l'équipe de Nouvelle-Zélande. Le Royaume-Uni termine à la troisième place au championnat comme la saison précédente.

### Saison 2007-2008
Dix manches sont au programme de cette troisième saison d'A1 Grand Prix entre le 30 septembre 2007 au Circuit de Zandvoort et le 4 mai 2008 à Brands Hatch.
La Suisse de Neel Jani remporte le titre grâce à ce seul pilote et un total de 168 points, soit 41 points devant l'équipe de Nouvelle-Zélande, qui finit pour la deuxième fois consécutive à la seconde marche du podium, 1 point devant le Royaume-Uni, troisième pour la troisième saison consécutive.
Les deux nouvelles équipes, Grèce et Singapour, de la saison 2006-2007 ne renouvellent pas leur engagement. Vingt-deux équipes sont donc au départ de la première manche de la saison.
Ferrari s'engage à fournir les moteurs des monoplaces d'A1 Grand Prix, actuellement propulsées par Zytek, à partir de la saison A1 Grand Prix Saison 2008-2009 et pour les cinq années suivantes. Les voitures porteront la mention « Powered by Ferrari ».

### Saison 2008-2009
À l'issue des 14 courses de la saison, l'Irlande terminera en tête du championnat avec 112 points, devant la Suisse et le Portugal, avec respectivement 95 et 92 points.

### Saison 2009-2010
À la suite de problèmes financiers de l'organisation, le championnat fut annulé le 10 avril 2010 et les actifs de l'A1 Grand Prix ont été mis en vente.